# Aston Barrett
Aston Barrett (Kingston, 22 november 1946 – Miami (Florida), 3 februari 2024), vaak ook "Family Man" of "Fams" genoemd, was een Jamaicaans basgitarist en rastafari. Hij was een van "The Barrett Brothers".
Barrett is vooral bekend geworden dankzij de groep Bob Marley & The Wailers. Zijn bijnaam Family Man kreeg hij doordat hij vader is van 52 kinderen, maar niet bij dezelfde vrouw.
Barrett overleed op 3 februari 2024. Hij werd 77 jaar oud.
Bob Marley · Junior Braithwaite · Beverley Kelso · Bunny Wailer · Peter Tosh · Cherry Smith · Constantine "Vision" Walker · Earl "Chinna" Smith · Aston Barrett · Joe Higgs · Earl Lindo · Carlton Barrett · Al Anderson · Alvin Patterson · Junior Marvin · Donald Kinsey · Tyrone Downie · I Threes (Rita Marley · Marcia Griffiths · Judy Mowatt)
- Bibliothèque nationale de France: cb13893779r (data)
- Gemeinsame Normdatei: 133994325
- International Standard Name Identifier: 0000 0001 1465 9584
- Library of Congress Control Number: n92034669
- MusicBrainz: d0fd73f3-4268-4c25-a046-3a812b894b85
- Nationale Bibliotheek van Tsjechië: xx0084782
- Istituto Centrale per il Catalogo Unico: DDSV196181
- Système universitaire de documentation: 078999758
- Virtual International Authority File: 1217782
- WorldCat: E39PBJp9rb7ryp9kfYBvKf8grq